# Thenea
Thenea är ett släkte av svampdjur. Thenea ingår i familjen Pachastrellidae.

## Dottertaxa tillThenea, i alfabetisk ordning[1]
- Thenea abyssorum
- Thenea andamanensis
- Thenea bojeadori
- Thenea calyx
- Thenea centrotyla
- Thenea compacta
- Thenea compressa
- Thenea corallophila
- Thenea delicata
- Thenea echinata
- Thenea fenestrata
- Thenea grayi
- Thenea hemisphaerica
- Thenea irregularis
- Thenea lamelliformis
- Thenea levis
- Thenea malindiae
- Thenea megaspina
- Thenea megastrella
- Thenea mesotriaena
- Thenea microclada
- Thenea microspina
- Thenea microspirastra
- Thenea multiformis
- Thenea muricata
- Thenea nicobarensis
- Thenea novaezealandiae
- Thenea nucula
- Thenea pendula
- Thenea pyriformis
- Thenea rotunda
- Thenea schmidti
- Thenea shimodensis
- Thenea tyla
- Thenea valdiviae
- Thenea wrightii
- Thenea wyvillei